# Hermann-Lietz-Schule Haubinda

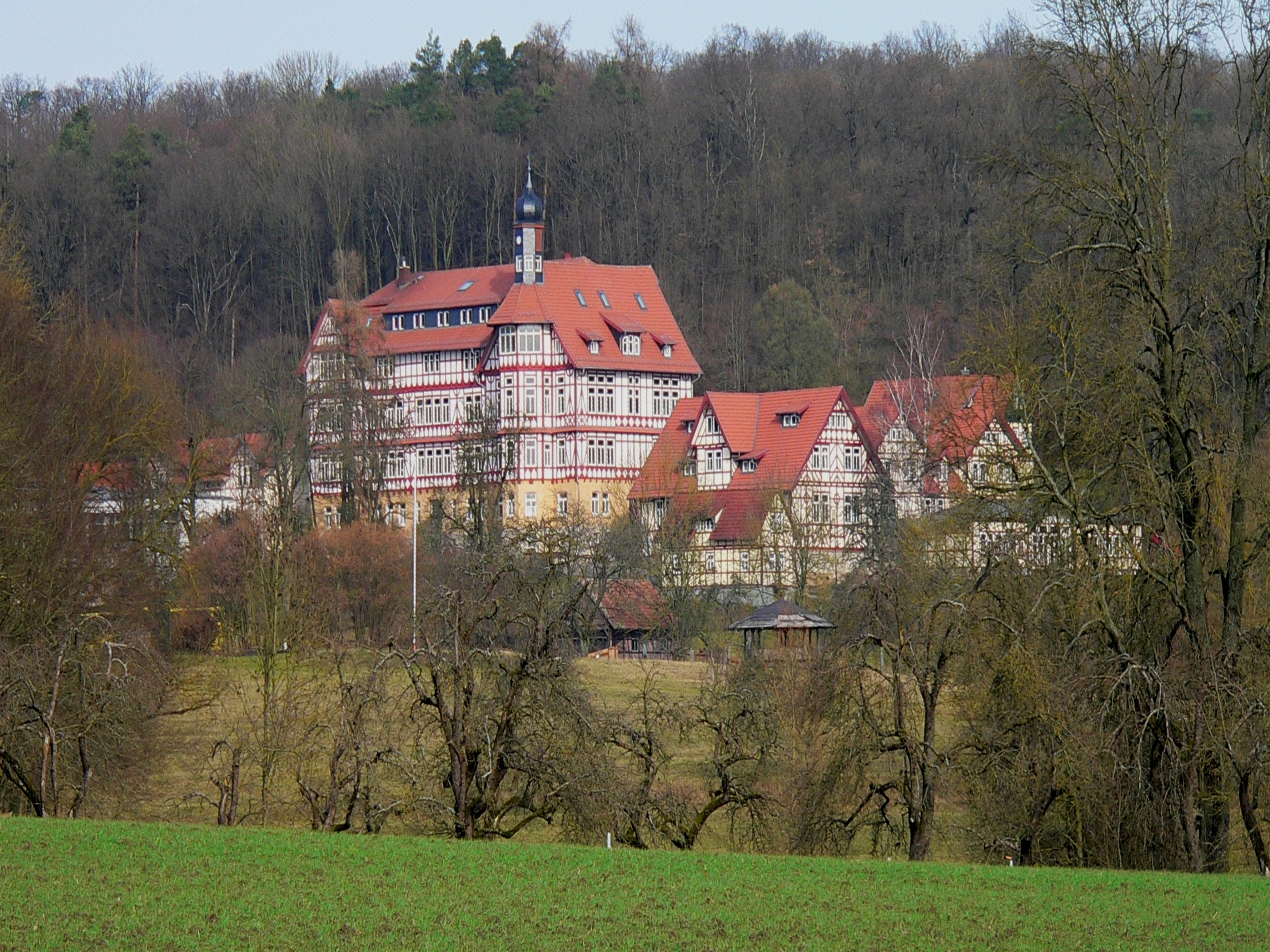
Gesamtansicht

Das Lietz Internatsdorf Haubinda (ehemals Hermann-Lietz-Schule Haubinda) ist eine 1901 von Hermann Lietz als reformpädagogisches Landerziehungsheim gegründete Schule in freier Trägerschaft. Die Schule liegt im nordfränkischen Hügelland oberhalb des Weilers Haubinda und gehört zusammen mit diesem zur Thüringer Gemeinde Westhausen. Als älteste, größte und traditionsreichste der vier stiftungsgeführten Hermann-Lietz-Schulen blickt Haubinda auf eine wechselhafte Geschichte zurück, in deren Verlauf es als Kaserne und Polytechnische Oberschule (POS) genutzt wurde.
Das Internatsdorf ist eine staatlich anerkannte Regelschule mit Grund-, Haupt-, Real- und Fachoberschule sowie Beruflichem Gymnasium. Zusammen mit anderen Internaten Deutschlands ist Haubinda Mitglied der Internatsvereinigung Die Internate Vereinigung e. V.

## Gebäude

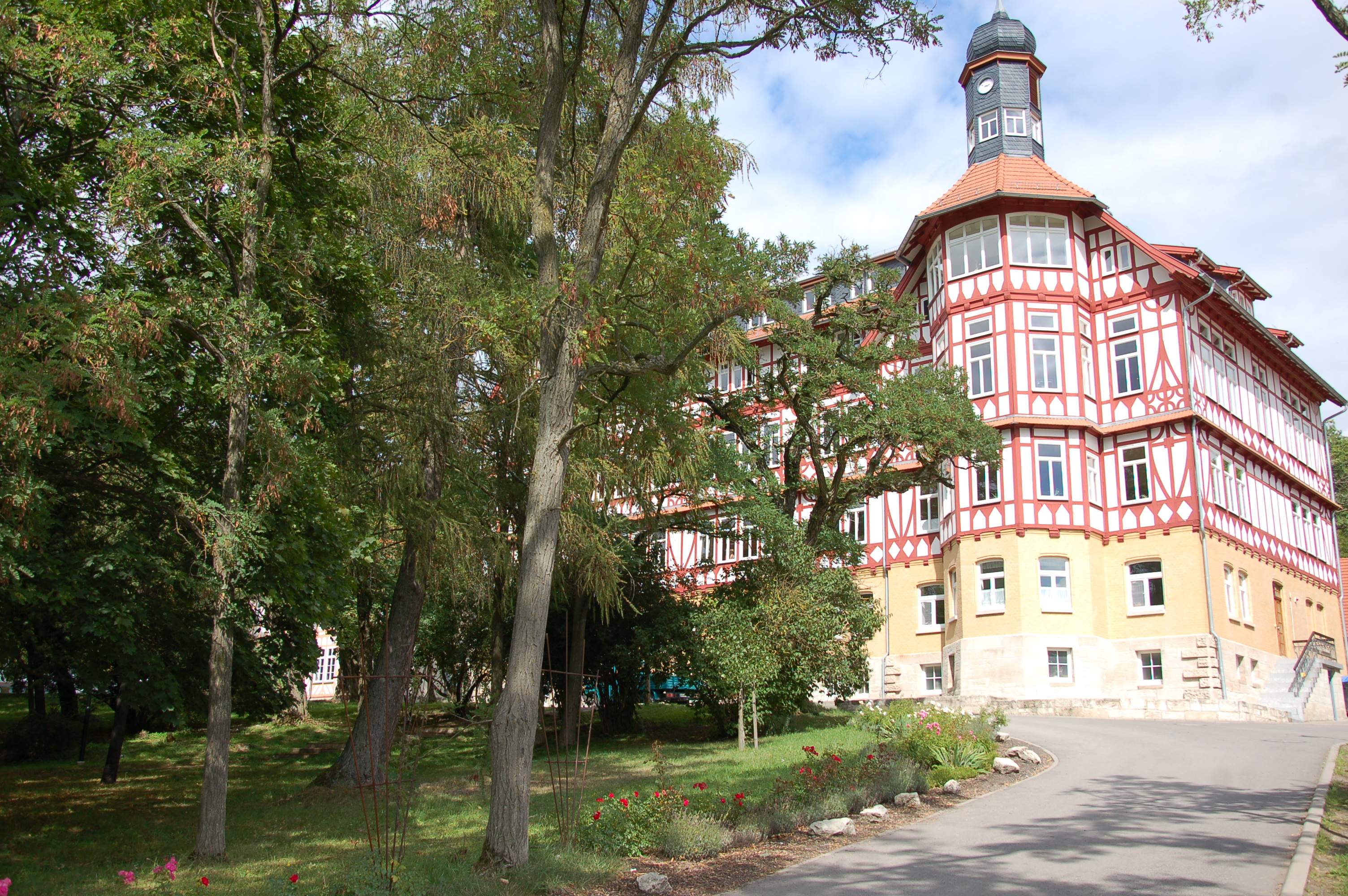
Hauptgebäude

Bei dem Hauptgebäude der Hermann-Lietz-Schule in Haubinda handelt es sich um einen fränkischen Fachwerkbau mit englischen Einflüssen. Das Lietz Internatsdorf Haubinda ist eines von wenigen Landerziehungsheimen, welches als Schule konzipiert und neu gebaut wurde. Seit 1991 stehen alle historischen Gebäude der Hermann-Lietz-Schule unter Denkmalschutz. Ursprünglich sollte es eine reine Internatsschule für Jungen sein. Von den circa 420 Schülern leben etwa 140 im Internat (Stand: Februar 2022). Es gibt einen Sportplatz mit Beachvolleyballfeld, eine Zwei-Felder-Sport- und Mehrzweckhalle, einen Schulgarten, eine Bibliothek mit rund 20 Computer-Arbeitsplätzen, einen Naturlehrpfad, eine Holzwerkstatt und eine Schmiede. Des Weiteren besitzt die Schule einen landwirtschaftlichen Bereich mit eigenem Reitplatz. Das Schulgelände umfasst etwa 90 Hektar. Insgesamt gibt es 14 Internatshäuser, in denen die Schüler mit den Lehrern leben.
Nebenhaus
Das Nebenhaus ist ebenfalls ein fränkischer Fachwerkbau. Zurzeit leben im oberen Stockwerk des renovierten Gebäudes zwei Internatsfamilien. Im unteren befinden sich ein Unterrichtsraum, ein Medienzentrum und ein Aufenthaltsraum für Schüler. Früher befand sich dort die erste Turnhalle der Schule.
Emiliahaus
Das Emiliahaus der Hermann-Lietz-Schule Haubinda wurde nach der Mutter von Hermann Lietz benannt. Er lebte in diesem Haus mit seiner Frau und seinen drei Kindern bis zu seinem Tod im Jahre 1919. Es wurde 1910 gebaut.
Volkerthaus
Das Volkerthaus wurde nach Friedrich Volkert benannt, der die Schule von 1909 bis 1921 leitete. Es wurde im Zweiten Weltkrieg völlig zerstört und 2002 neu aufgebaut.
Prinzenhaus
Als der Sohn der Familie von Saalfeld die Schule besuchte, wurde für ihn 1920 ein Haus gebaut. 1930 wurde das Prinzenhaus der „Hermann-Lietz-Stiftung“ geschenkt.
Mensa
Seit 2014 steht nördlich der historischen Gebäude die neue Mensa, in der jeder Schüler seinen individuellen Platz hat, an dem er speist.

## Geschichte
Hermann Lietz kaufte das freistehende Rittergut in Haubinda für 250.000 Mark, gründete dort das zweite deutsche Landerziehungsheim und zog 1901 mit 60 Jungen ein. 1903 kam es mit Theodor Lessing, der in Haubinda als Aushilfslehrer wirkte, zu einer Auseinandersetzung über die Aufnahme jüdischer Schüler, die als „Haubinder Judenkrach“ bezeichnet wird. Die Schule wurde 1919, im Rahmen der Gründung einer Stiftung durch Lietz, noch kurz vor dessen Tod, unter die Trägerschaft der „Hermann-Lietz-Stiftung“ gestellt. Karl Langenstraß, Ehemann der Malerin Magda Langenstraß-Uhlig wirkte hier 1919 als Arzt und nach dem Tod von Lietz kurze Zeit als Konrektor. Die Schule konnte während beider Weltkriege und im Nationalsozialismus weitergeführt werden. 1945 trat in der sowjetischen Besatzungszone, in der die Schule lag, das Gesetz über die Bodenreform in Kraft. So wurde der Grundbesitz von über 100 Hektar Land entschädigungslos enteignet. Mit dem Ende des Zweiten Weltkrieges wurde das Kapitel Reformpädagogik in Haubinda vorerst beendet. Die Schule stand bis 1951 unter der Trägerschaft des Landes Thüringen. Zwischen 1951 und 1957 wurde dort die Grenzpolizei der DDR stationiert. Von 1957 bis 1961 diente die Schule als Zentralschule für die Klassen fünf bis zehn aus den Orten Schlechtsart, Gompertshausen, Westhausen und Haubinda sowie von anderen Schulen versetzte Kinder. Die Schule wurde 1961 erneut geschlossen, und es zogen Soldaten ein. Ab 1971 stand die Schule den Kindern aus den umliegenden Dörfern als zehnklassige Polytechnische Oberschule zur Verfügung. Nach der Wende und dem Wiedererwerb durch die Stiftung wurde 1990 ein neues Konzept für die Schule erarbeitet, welches als Schulversuch im Land Thüringen genehmigt wurde. Die Privatisierung wurde zum Schuljahr 2001/2002 vollzogen, womit auch der Schulversuch erfolgreich endete. Seit der Privatisierung ist die Schule wieder im Aufbau. 2015 belegte die Hermann-Lietz-Schule Haubinda den ersten Platz im Wettbewerb „Thüringer Zukunftspreis – Sonderpreis Jugend“.
Überregional bekannt wurde das Projekt Schulstaat Haubinda, eine Selbstverwaltung von Schülern, Lehrern und Angestellten.

## Profil
„Persönlichkeitsbildung und Nähe zur Natur“ stehen im Blickpunkt des Schulprofils. „Freude am Lernen“ sei die Voraussetzung für ein „lebenslanges Lernen“, so die Schule in ihrer Selbstdarstellung. Im eigenen „Schulstaat Haubinda“ lernten die Kinder und Jugendlichen das Zusammenleben „selbstständig und demokratisch zu regeln“. Von Bedeutung sei die "bewusst gewählte Lage" im fränkischen Henneberger Land. Dazu gehören ein eigenes Haus für jede Familie, ein Backhäuschen, eine Gärtnerei mit Gewächshaus, ein großer Bio-Bauernhof und eine Werkstatt für Holz- und Metallarbeiten.

## Bildung

### Sprachen
An der Hermann-Lietz-Schule Haubinda werden die Fremdsprachen Englisch und Spanisch angeboten. Bereits ab der 1. Klasse werden die Schüler in Englisch unterrichtet. Ab der 5. Klasse können die Schüler freiwillig am Spanischunterricht teilnehmen. Weiterhin besteht die Möglichkeit, Sprachzertifikate im Fach Englisch (Cambridge ESOL) zu erwerben.

### Unterrichtszweige
Die 7. bis 10. Klasse gliedert sich in drei Zweige bzw. Wahlpflichtfächer (Darstellen und Gestalten, Naturwissenschaften und Wirtschaft, Umwelt und Europa). Die Schüler der Hermann-Lietz-Schule Haubinda müssen sich zu Beginn der 7. Klasse für einen der drei Zweige entschieden haben. Jeder dieser Bereiche hat ein anderes Bereichsfach, in dem die Schüler vier Unterrichtsstunden in der Woche unterrichtet werden. Alle Schüler besuchen den von ihnen gewählten Zweig bis zum Abschluss der mittleren Reife, Fachhochschulreife oder Abitur.

#### Naturwissenschaftlicher Zweig
Die Schüler werden jede Woche vier Schulstunden im Fach „Nawi“ unterrichtet. Naturwissenschaftliche Fächer (Physik, Mathematik, Biologie und Chemie) werden in Doppelstunden unterrichtet. Der Bereich nimmt regelmäßig an Wettbewerben teil.

#### Zweig Wirtschaft-Umwelt-Europa
In diesem Unterrichtszweig gibt es als weiteres Profilfach neben Wirtschaft-Recht-Technik das Fach Wirtschaft-Umwelt-Europa. Die Schule nahm an dem Projekt der internationalen Stiftung für Umwelterziehung teil und wurde mit dem Prädikat Umweltschule in Europa ausgezeichnet.

#### Künstlerischer Zweig
Der Bereich „Darstellen und Gestalten“ der Hermann-Lietz-Schule Haubinda befasst sich hauptsächlich mit der Inszenierung und Aufführungen von Theaterstücken. Jede Klasse des Bereiches führt zwei Stücke in einem Schuljahr vor. In der 8. Klasse ist eines dieser beiden Inszenierungen ein englisches Stück und in der 9. Klasse ein Musical.

### Oberstufe
An der Fachoberschule im Lietz Internatsdorf Haubinda werden die Fachbereiche Wirtschaft/Verwaltung und Technik mit dem Schwerpunkt Informationstechnik angeboten. Die Hermann-Lietz-Schule Haubinda ist derzeit die einzige Schule in Thüringen, an der man nach der Fachhochschulreife das allgemeine Abitur ablegen kann.

### Projektfahrt
Einmal im Jahr begeben sich die Schüler der Schule auf eine fünftägige Projektfahrt. Jeweils in Gruppen von 15 bis 20 Schülern bereisen sie Ziele in ganz Deutschland. Vor den Projektfahrten muss sich jeder Schüler der Klassen 7 bis 9 ein zur Projektfahrt passendes Thema wählen, über das er dann eine Jahresarbeit schreibt.

## Schülergericht
An der Schule gibt es ein Schülergericht, bei dem alle bei einer Gerichtsverhandlung anwesenden Organe (Verteidiger, Staatsanwalt, Richter) von Schülern bekleidet werden. Hierbei können Strafen bis hin zu einem „Antrag auf Kündigung des Erziehungsvertrages“ ausgesprochen werden.
Ein solches Schülergericht gibt es seit 1998, womit es das erste und auch älteste Schülergericht in der Bundesrepublik Deutschland ist. Es ist auch das bisher einzige Schülergericht im Freistaat Thüringen.

## Zweige und Verwaltung
Das Gebäude wurde 1989 wieder an die „Stiftung Deutsche Landerziehungsheime“ zurückgegeben. Die Schule ist seitdem wieder im Aufbau. Der Verwaltungssitz der vier Hermann-Lietz-Schulen (Hermann-Lietz-Schule Haubinda, Hermann-Lietz-Schule Schloss Hohenwehrda, Hermann Lietz-Schule Spiekeroog und Hermann-Lietz-Schule Schloss Bieberstein) befindet sich in Hofbieber. Die Internatsschule ist ein wichtiger Arbeitgeber in der Region.

## Schulgeld
Das monatliche Schulgeld beträgt für Internatsschüler zwischen 2447 und 2577 Euro, zuzüglich Nebenkosten und für Tagesschüler je nach Alter zwischen 310 und 410 Euro (Stand Juni 2018). Ein signifikanter Anteil der Schülerschaft besucht die Hermann-Lietz-Schule auf Kosten des Jugendamtes; für besonders begabte Schüler gibt es Stipendien, etwa von der Peter-Fuld-Stiftung.

## Lehrer
- Hermann Lietz, Gründer und Schulleiter
- Ludwig Wunder
- Paul Geheeb, Schulleiter
- Alfred Andreesen, Schulleiter
- Hermann Bohner, Lehrer
- Gustav Wyneken, Lehrer
- Martin Luserke, Lehrer
- Minna Specht, Mathematiklehrerin (1918)
- Ludwig Woltmann, Lehrer

## Ehemalige Schüler
- Walter Benjamin, deutscher Philosoph und Schriftsteller (Schüler zwischen 1905 und 1907)

- Erich von Mendelssohn (1887–1913), Schriftsteller und Übersetzer
- Wilhelm Speyer (1887–1952), Schriftsteller
- Bruno Frank (1887–1945), Schriftsteller
- Paul Erich Küppers (1889–1922), Kunsthistoriker
- Erich Wichmann (1890–1929), deutsch-niederländischer Maler und Faschist
- Waldemar Nöldechen (1894–1980), deutscher Stadt-, Landes- und Raumplaner, Aktivist der Bündischen Jugend, Nationalsozialist
- Johanna Haarer (1900–1988), österreichisch-deutsche Ärztin, Nationalsozialistin
- Rolf Tietgens (1911–1984), deutsch-amerikanischer Fotograf
- Hans-Werner Graf Finck von Finckenstein (1926–2012), Diplomat